# Brzeziniec (przystanek kolejowy)
Brzeziniec – zlikwidowany przystanek osobowy w Brzezińcu, w południowo-zachodniej części województwa dolnośląskiego. Został on oddany do użytku w dniu 1 listopada 1884 roku razem z linią kolejową z Gryfowa Śląskiego do Mirska. W trakcie ukończonej pod koniec 2023 roku rewitalizacji linii kolejowej do Świeradowa-Zdroju nie został on odbudowany.

## Położenie
Przystanek osobowy położony był we wschodniej części Brzezińca, poza zwartą linią zabudowy. Administracyjnie znajdował się on w województwie dolnośląskim, w powiecie lwóweckim, w gminie Mirsk.
Przystanek położony był na wysokości 343 m n.p.m.

## Historia
Powstanie przystanku miało związek z doprowadzeniem państwowej linii kolejowej z Gryfowa Śląskiego do Mirska. O połączeniu tych miast zdecydowano w 1882 roku. Wtedy to Landtag Prus podjął decyzję o budowie linii kolejowej do Mirska w celu ożywienia lokalnej gospodarki. Otwarcie linii odbyło się 1 listopada 1884 roku.
Po II wojnie światowej cała infrastruktura przeszła w zarząd Polskich Kolei Państwowych. Ostatni pociąg pasażerski przez Brzeziniec odjechał 11 lutego 1996 roku, natomiast całkowite zamknięcie linii na tym nastąpiło do 15 grudnia 1998 roku.
8 czerwca 2020 roku spisano akt notarialny, na mocy którego województwo dolnośląskie przejęło linię kolejową nr 317 od Polskich Kolei Państwowych, przy której znajdował się przystanek w Brzezińcu. Pod koniec maja 2021 roku rozpoczęły się pierwsze prace przy rewitalizacji linii kolejowych 317 i 336 Gryfów Śląski – Mirsk – Świeradów Zdrój, lecz projekt nie zakładał odbudowy przystanku w Brzezińcu. O jego odbudowę w trakcie prac zabiegali m.in. mieszkańcy wsi. Pierwsze regularne połączenia pasażerskie ruszyły 10 grudnia 2023 roku.

## Linie kolejowe
Przystanek był 22. posterunkiem na linii kolejowej nr 284 Legnica – Pobiedna (74,758 km), która od 1999 roku w wykazie PKP Polskich Linii Kolejowych na odcinku Gryfów Śląski – Mirsk jest oznaczona pod numerem 317.

## Infrastruktura
Na przystanku znajdował się peron z wiatą.

## Połączenia
| Okres   | Stacja docelowa                                           | L. połączeń | Źr.    |         | Okres                                      | Stacja docelowa | L. połączeń | Źr. |
| ------- | --------------------------------------------------------- | ----------- | ------ | ------- | ------------------------------------------ | --------------- | ----------- | --- |
| 1914    | Gryfów Śląski Pobiedna                                    | 10 5        | [ 13 ] | 1985/86 | Świeradów Zdrój Gryfów Śląski Jelenia Góra | 3 2             | [ 14 ]      |     |
| 1939    | Gryfów Śląski Pobiedna                                    | 10          | [ 15 ] | 1995/96 | Gryfów Śląski Świeradów Zdrój              | 4 3             | [ 16 ]      |     |
| 1966/67 | Świeradów Zdrój Jelenia Góra Lubań Śląski Mirsk Złotoryja | 4 1         | [ 17 ] |         |                                            |                 |             |     |